# Sisay Lemma
Pour les articles homonymes, voir Lemma.
Sisay Lemma Kasaye, né le 12 décembre 1990, est un athlète éthiopien spécialiste des courses de fond.

## Biographie
Sisay Lemma commence sa carrière à l'âge de 17 ans et court pied-nus en raison d'un manque de chaussures de course dans son pays.
En 2012, il remporte le marathon d'Italie. En 2013, il enchaîne des belles performances en terminant cinquième du marathon de Tibériade en Israël, remportant le marathon de Varsovie et terminant quatrième du marathon d'Eindhoven. 
En 2015, Lemma finit cinquième du marathon de Dubaï et remporte le marathon de Vienne en 2 h 7 min 31 s ainsi que celui de Francfort en 2 h 6 min 26 s,.
En 2016, il fait le top 5 au Marathon de Dubai et de Berlin en plus d'une 7e position à celui de Londres. Il continue sa carrière en 2017, réalisant une 3e position à Dubaï et une 4e à Chicago. En 2018, il remporte le Marathon de Ljubljana en 2:04:58. Il a aussi terminé 2e à Prague et 5e à Dubaï réalisant 2:07 et 2:04:08 respectivement.
En 2019, il court sous les 2:04 au Marathon de Berlin, réalisant un temps de 2:03:36, bon pour une 3e place. En 2020, il termine 3e du Marathon de Tokyo en 2:04:51, il participe au Marathon de Londres où il réussit à se placer 3e en 2:05:45 derrière son compatriote Shura Kitata et le Kenyan Vincent Kipchumba.
En 2021, il remporte le Marathon de Londres en 2 h 04 min 01 s. Lors du Marathon de Valence 2023, il devient le quatrième performeur de l'histoire du marathon en remportant l'épreuve en 2 h 01 min 48 s.

## Palmarès

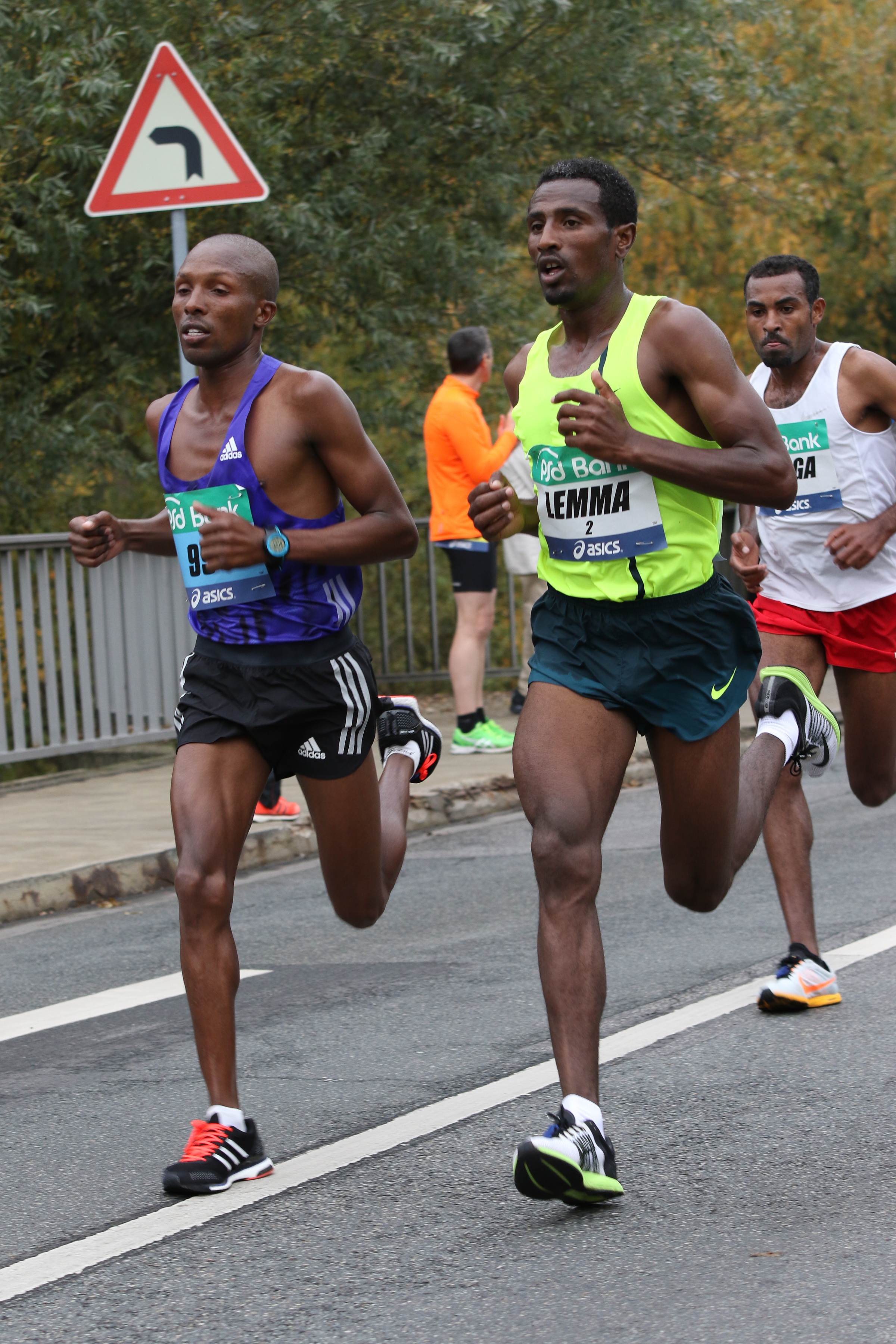
Sisay Lemma (à droite) lors du marathon de Francfort 2015

| Année | Compétition           | Lieu      | Place | Épreuve  | Temps           |
| ----- | --------------------- | --------- | ----- | -------- | --------------- |
| 2012  | Marathon d'Italie     | Carpi     | 1er   | Marathon |                 |
| 2013  | Marathon de Tibériade | Tibériade | 5e    | Marathon |                 |
| 2013  | Marathon de Varsovie  | Varsovie  | 1er   | Marathon |                 |
| 2013  | Marathon d'Eindhoven  | Eindhoven | 1er   | Marathon |                 |
| 2015  | Marathon de Dubaï     | Dubaï     | 5e    | Marathon | 2 h 07 min 06 s |
| 2015  | Marathon de Vienne    | Vienne    | 1er   | Marathon | 2 h 07 min 31 s |
| 2015  | Marathon de Francfort | Francfort | 1er   | Marathon | 2 h 06 min 26 s |
| 2016  | Marathon de Berlin    | Berlin    | 4e    | Marathon | 2 h 06 min 56 s |
| 2017  | Marathon de Dubaï     | Dubaï     | 4e    | Marathon | 2 h 08 min 04 s |
| 2019  | Marathon de Berlin    | Berlin    | 3e    | Marathon | 2 h 03 min 36 s |
| 2020  | Marathon de Londres   | Londres   | 3e    | Marathon | 2 h 05 min 45 s |
| 2021  | Marathon de Londres   | Londres   | 1er   | Marathon | 2 h 04 min 01 s |
| 2022  | Marathon de Londres   | Londres   | 7e    | Marathon | 2 h 07 min 26 s |
| 2023  | Marathon de Prague    | Prague    | 2e    | Marathon | 2 h 06 min 26 s |
| 2023  | Marathon de Valence   | Valence   | 1er   | Marathon | 2 h 01 min 48 s |
| 2024  | Marathon de Boston    | Boston    | 1er   | Marathon | 2 h 06 min 17 s |

## Records
| Épreuve  | Performance     | Date | Lieu    |
| -------- | --------------- | ---- | ------- |
| Marathon | 2 h 01 min 48 s | 2023 | Valence |